# 安藤沙耶香
安藤沙耶香（1981年5月24日—），日本前寫真女星和赛車女郎，出生於群馬縣高崎市，成長於宮城縣仙台市，宮城学院女子大学畢業，持有教員免許（英語）、秘書檢定3級、等資格。
第一張寫真DVD在2004年發行，她23歲。
2011年9月20日，跟足球員井川祐輔結婚，唯至同年12月5日才正式公開。2012年9月18日，其首個兒子出生。

## 外部連結
- 官方博客 （页面存档备份，存于）（日語）
- 安藤沙耶香的X（前Twitter）（日語）